# میلاد وزیری

میلاد وزیری

میلاد وزیری تیمورلوئی معروف به میلاد وزیری (زاده ۱۹ خرداد ۱۳۶۷) عضو تیم ملی تیر و کمان ایران در اسلحه ریکرو است. 
او اصالتاً از استان آذربایجان شرقی و شهر تیمورلو است.

## مقامها و افتخارها
- تنها نماینده ایران در المپیک ۲۰۲۰ توکیو در رشته تیر و کمان
- تنها نماینده مرد ایران در المپیک ۲۰۱۲ لندن در رشته تیر وکمان
- کسب مدال برنز و تنها سهمیه المپیک ۲۰۲۰ برای ایران در مسابقات قهرمانی آسیا سال ۲۰۱۹
- کسب مدال طلا و تنها سهمیه المپیک ۲۰۱۲ برای ایران در مسابقات قهرمانی آسیا سال ۲۰۱۱
- کسب مدال نقره تیمی جایزه بزرگ آسیا سال ۲۰۱۰ بانکوک
- کسب مدال برنز میکس تیم جایزه بزرگ آسیا سال ۲۰۱۰ بانکوک
- کسب مدال طلای انفرادی جایزه بزرگ آسیا سال ۲۰۰۹ تهران
- کسب مدال نقره تیمی جایزه بزرگ آسیا سال ۲۰۰۹ تهران
- کسب مدال نقره تیمی جایزه بزرگ آسیا سال ۲۰۰۸ تهران
- کسب مدال نقره تیمی جایزه بزرگ آسیا سال ۲۰۰۸بانکوک
- کسب مدال نقره تیمی جایزه بزرگ آسیا سال ۲۰۰۷ بانکوک
- کسب مدال نقره انفرادی مسابقات بین‌المللی ارومیه ۲۰۱۶ با تیم استان آذربایجان شرقی
- کسب مدال طلای تیمی مسابقات بین‌المللی ارومیه ۲۰۱۶ با تیم استان آذربایجان شرقی
- رنکینگ شانزدهم جهان در سال ۲۰۱۲
- رکورد دار المپیک راند ایران از سال ۲۰۰۹ تاکنون
- نفر سوم مرحله مقدماتی در مسابقات جام جهانی اُگدن آمریکا سال ۲۰۱۲
- مقام هشتم مسابقات جام جهانی اُگدن آمریکا سال ۲۰۱۲
- مقام ششم مسابقات المپیک دانشجویان جهان در چین سال ۲۰۱۱
- مقام ششم مسابقات جام جهانی اُگدن آمریکا سال ۲۰۱۱
- کسب نشان افتخار از فدراسیون جهانی تیراندازی باکمان سال۲۰۰۷
- کسب ۲۳ مدال طلای قهرمانی کشور ایران با تیم استان آذربایجان شرقی
- کسب ۱۰ مدال نقره قهرمانی کشور ایران با تیم استان آذربایجان شرقی
- کسب ۴ مدال برنز قهرمانی کشور ایران با تیم استان آذربایجان شرقی
- ۴ دوره قهرمان لیگ کشور با تیم دانشگاه آزاد اسلامی
- ۱ دوره قهرمان لیگ کشور با تیم امپراطوری کاشی همدان
- ۱دوره نایب قهرمان لیگ کشور با تیم راد
- ۲ دوره قهرمان لیگ کشور با تیم فولاد ماهان سپاهان
- ۱ دوره نایب قهرمان لیگ کشور با تیم پرسپولیس
- ۱ دوره قهرمان لیگ کشور با تیم پرسپولیس
- ۱ دوره قهرمان لیگ کشور با تیم ایدم تبریز
- ۱ دوره قهرمان لیگ کشور با تیم پاس
- ۴ دوره کماندار برتر لیگ
- شرکت در بازیهای آسیایی ۲۰۱۸ جاکارتا اندونزی
- شرکت در بازیهای آسیایی ۲۰۱۰ گوانجو چین
- شرکت در مسابقات قهرمانی جهان ۲۰۱۹ هلند
- شرکت در مسابقات قهرمانی جهان ۲۰۰۶ آلمان
- ۱۹ سال عضویت در تیم ملی تیروکمان (ریکرو)
- کاپیتان تیم ملی به مدت ۹ سال
- ورزشکار تیم استان آذربایجان شرقی از سال ۸۳ تاکنون

سوابق مربیگری
- دارای مدرک مربیگری بین‌المللی درجه یک
- دارای مدرک مربیگری درجه یک جمهوری اسلامی ایران
- سر مربی تیم دانشگاه آزاد در لیگ کشور و ۳ دوره قهرمانی
- سرمربی و مسئول بخش تیروکمان مجموعه بین‌الملل تهران
- سرمربی آکادمی میلاد وزیری
- مربی تیم استان تهران در سال ۸۴
- سرمربی و مسئول بخش تیروکمان باشگاه قدس
- سرمربی و مسئول بخش تیروکمان باشگاه پردیسان
- سرمربی و مسئول بخش تیروکمان مجموعه ورزشی انقلاب

Www.worldarchery.com

## حضور در المپیک
میلاد وزیری تنها ورزشکار رشته تیروکمان هست که موفق شده دو دوره کسب سهمیه نموده و در المپیک حضور پیدا کند. وی برای اولین بار در سال ۲۰۱۱ در مسابقات قهرمانی آسیا موفق به کسب مدال طلا گردید و ورودی المپیک ۲۰۱۲ لندن را کسب کرد
وبعد از ۷ سال دوری از رقابت‌ها، بار دیگر در سال ۲۰۱۹ موفق به کسب مدال برنز در مسابقات قهرمانی آسیا تایلند شد و جواز دومین حضورش در المپیک را کسب کرد.
او پر افتخارترین کماندار مرد در بخش ریکرو ایران می‌باشد.